# Galder
Thomas Rune Andersen Orre, poznatiji pod umjetničkim imenom Galder (Jessheim, Norveška, 18. listopada 1976.), norveški je gitarist i pjevač. Osnivač je melodičnog black metal-sastava Old Man's Child, koji je osnovao 1993. pod pseudonimom Grusom s Tjodalvom i Jardarom. Svirao je gitaru, bas-gitaru i klavijature te je pjevao. Godine 2000. pridružio se sastavu Dimmu Borgir, u kojem svira i danas.
Također je bio gitarist skupine Dødheimsgard i svirao je na EP-u Satanic Art. Aldrahn, tadašnji član Dødheimsgarda, autor je tekstova pjesama na demoalbumu Old Man's Childa In the Shades of Life. Ima dva sina.

## Diskografija
Old Man's Child
- Born of the Flickering (1996.)
- The Pagan Prosperity (1997.)
- Ill-Natured Spiritual Invasion (1998.)
- Revelation 666: The Curse of Damnation (2000.)
- In Defiance of Existence (2003.)
- Vermin (2005.)
- Slaves of the World (2009.)

Dødheimsgard
- Satanic Art (1998., EP)

Dimmu Borgir (2001. – danas)
- Puritanical Euphoric Misanthropia (2001.)
- Alive in Torment (2002., EP)
- Death Cult Armageddon (2003.)
- In Sorte Diaboli (2007.)
- Abrahadabra (2010.)
- Eonian (2018.)